# Каре-Чай (дегестан)
Каре-Чай (перс. قره چای) — дегестан в Ірані, в Центральному бахші, в шагрестані Саве остану Марказі. За даними перепису 2006 року, його населення становило 9956 осіб, які проживали у складі 2277 сімей.

## Населені пункти
До складу дегестану входять такі населені пункти:
- Аббасабад
- Акбарабад
- Андіс
- Газемабад
- Гарісан
- Гесар-Келідж
- Далестан
- Емамабад
- Каландаріє
- Калье-є Азізхан
- Калье-є Шір-Хан
- Каре-Чай
- Кешлак-е Госейнабад
- Маджідабад
- Мазрае-є Банак-Кешаварзі
- Мазрае-є Госейнабад
- Морадханлі
- Овджан
- Остудж
- Салегабад
- Сар-Асіяб
- Сафіабад
- Сейдабад
- Сейфабад
- Тархуран
- Чічіабад